# 오태원
오태원(吳泰杬, 1959년 7월 19일~)은 대한민국의 정치인이다. 제19대 부산 북구청장이다.

## 학력
- 구포국민학교(졸업)
- 부산중앙중학교(졸업)
- 성지공업고등학교(졸업)
- 부산외국어대학교(법학 학사)
- 동아대학교 대학원(건축공학 석사)

## 경력
- 1998. 3.~ 본청건축사사무소 대표
- 2008. 1.~ 재단법인 부산북구장학회 이사
- 2020. 1.~ 부산광역시북구체육회 회장
- 2020. 3.~ 계담종합건설 대표
- 2022. 7.~ 제18대 민선 8기 부산광역시 북구청장

### 자격 사항
- 1997. 12. 건축사 자격 취득
- 2005. 6. 건설안전기술사 자격 취득
- 2012. 11. 토목시공기술사 자격 취득

## 전과
- 교통사고처리특례법위반: 금고 10월, 집행유예 2년 - 2003년 10월 1일 선고[1]

## 역대 선거 결과
| 실시년도 | 선거      | 대수 | 직책   | 선거구    | 정당     | 득표수   | 득표율          | 순위 | 당락 | 비고           |
| -------- | --------- | ---- | ------ | --------- | -------- | -------- | --------------- | ---- | ---- | -------------- |
| 2022년   | 지방 선거 | 19대 | 구청장 | 부산 북구 | 국민의힘 | 70,535표 | \| \| 57.03% \| | 1위  |      | 초선, 민선 8기 |
|          | 57.03%    |      |        |           |          |          |                 |      |      |                |